# 阿拉尔河
阿拉尔河（俄语：Аральская река）是萨哈林州乌格列戈尔斯克区的河流，源起卡梅绍维山脉鳗山，西北流向，长43公里，流域面积405平方公里，在距乌格列戈尔卡河河口59公里处注入乌格列戈尔卡河。